# Poder Ecologista y Ciudadano
Poder Ecologista y Ciudadano fue una coalición electoral chilena creada en 2016 e integrada por los partidos Poder y Ecologista Verde (PEV), además de independientes.

## Historia
De cara a las elecciones municipales de 2016, el Partido Ecologista Verde había formado parte del pacto Alternativa Democrática desde su creación el 15 de mayo de 2016, al cual también se sumó Poder en junio del mismo año.
Sin embargo, durante las negociaciones para candidaturas municipales surgieron diferencias entre el PEV y Poder con respecto a las prácticas y políticas de los otros integrantes de Alternativa Democrática. Debido a ello, el 23 de julio de 2016 inscribieron ante el Servicio Electoral de Chile (Servel) su propia lista de candidatos a alcaldes y concejales denominada Poder Ecologista y Ciudadano. En el sorteo realizado el 28 de julio obtuvo la letra C, con la cual apareció en las papeletas de votación.
En noviembre de 2016 los dos partidos anunciaron que el pacto electoral se repetiría para las elecciones parlamentarias y de consejeros regionales de 2017. Sin embargo, en los meses siguientes los dos partidos integrantes pasaron a formar parte del conglomerado Frente Amplio.

## Composición
Estuvo conformada por dos partidos. Los líderes de los partidos que conformaban la coalición eran:
| Partido                  | Presidente     |
| ------------------------ | -------------- |
| Partido Ecologista Verde | Félix González |
| Poder                    | Karina Oliva   |

## Resultados electorales

### Elecciones municipales
|  | 1,72 % |

|  | 1,90 % |